# Баэс, Кристиан
Кристиан Хавьер Баэс (исп. Cristian Javier Báez; 9 апреля 1990 года, Сан-Лоренсо) — парагвайский футболист, играющий на позиции защитника. Ныне выступает за парагвайский клуб «Гуарани».

## Клубная карьера
Кристиан Баэс — воспитанник аргентинского клуба «Индепендьенте». 25 сентября 2010 года он дебютировал в аргентинской Примере, выйдя в основном составе в домашней игре с «Химнасией» из Ла-Платы. 10 октября того же года Баэс забил свой первый гол на высшем уровне, ставший единственным и победным в домашнем поединке против «Расинга» из Авельянеды. С середины 2012 по середину 2014 года он на правах аренды выступал в аргентинской Примере B Насьональ за команды «Институто» и «Дефенса и Хустисия». В сезоне 2014/15 Баэс также будучи в аренде играл за чилийский «Депортес Икике».
2016 год парагваец отыграл за перуанский «Универсидад Сан-Мартин», а первую половину 2017 года — за мексиканский «Дорадос де Синалоа». В августе 2017 года Баэс вернулся в Аргентину, подписав контракт с «Годой-Крусом».